# Фервју Хајтс (Илиноис)
Фервју Хајтс (енгл. Fairview Heights) град је у америчкој савезној држави Илиноис. По попису становништва из 2010. у њему је живело 17.078 становника.

## Демографија
Према попису становништва из 2010. у граду је живело 17.078 становника, што је 2.044 (13,6%) становника више него 2000. године.
| Група             | 2000.          | 2010.          |
| Белци             | 11.628 (77,3%) | 11.123 (65,1%) |
| Афроамериканци    | 2.567 (17,1%)  | 4.536 (26,6%)  |
| Азијати           | 321 (2,1%)     | 468 (2,7%)     |
| Хиспаноамериканци | 289 (1,9%)     | 519 (3,0%)     |
| Укупно            | 15.034         | 17.078         |